# Silvia Susana Solari
Silvia Susana Solari (n. 1944) es una botánica, brióloga, y profesora argentina. Obtuvo su licenciatura en Ciencias biológicas, en la Facultad de Ciencias Exactas y Naturales, de la UBA. Es investigadora del CONICET.

## Algunas publicaciones
- silvia s. Solari. 1983. Patagonian bryophytes: 8. On the identity of Lepicolea scolopendra (Hook.) Dum. ex Trevis var. magellanica Gola and Sendtnera ochroleuca (Spreng.) Nees var. piligera De Not. 3 pp.

- silvia s. Solari, gabriela g. Hässel de Menendez. 1982. Las Hepáticas de Spegazzini, 1. 17 pp.

### Libros
- silvia s. Solari. 1981. Miscelánea briológica (Hepaticae): Novedades en "Lejeuneaceae". Volumen 2, Número 11 de Comunicaciones del Museo Argentino de Ciencias Naturales Bernardino Rivadavia" e Instituto Nacional de Investigación de las Ciencias Naturales: Botánica. Editor Museo Argentino de Ciencias Naturales, e INICN, 75 pp.

- ----------------------. 1978. Las Radulaceae andinopatagónicas de Argentina y Chile. Volumen 5, Número 8 de Revista del Museo Argentino de Ciencias Naturales "Bernardino Rivadavia" e Instituto Nacional de Investigación de las Ciencias Naturales: Botánica. Editor Museo Argentino de Ciencias Naturales, 203 pp.

- gabriela g. Hässel de Menendez, silvia s. Solari. 1972. Sinopsis de la especies Andinopatagónicas del género "Tylimanthus" (Hepaticae). 24 pp.

- ----------------------. 1971. Las especies del género Isotachis (Hepaticae) del sur de Argentina y Chile. 22 pp.

- gabriela g. Hässel de Menendez, silvia s. Solari. 1970. Consideraciones sobre el género "Austrolophozia" ("Hepaticae"). Volumen 3 y 6 de Ciencias Botánicas: Revista del Museo Argentino de Ciencias Naturales "Bernardino Rivadavia" e Instituto Nacional de Investigación de las Ciencias Naturales. Colaboró Ángel Gallardo. Editor Impr. Coni SACIFI, 247 pp.

### Capítulos de libros
- 1990. Glossarium Polyglotum Bryologiae. Versión hispana : G. Hässel de Menéndez, con M. Brugués. C. Casas, A. Cocucci, C. Delgadillo M., M. del Carmen Fernández, A. Martínez, C. Matteri, H. Murachco, M. Schiavone, M. R. Simó, S. S. Solari, O. Yano[1][2]
- s.a. Guarrera, i. Gamundí de Amos, d. Rabinovich de Halperin, Angélica m. Arambarri, celina m. Matteri, gabriela g. Hässel de Menéndez, irma j. Gamundi, silvia s. Solari. 1975. Flora Criptogámica de Tierra del Fuego. 60 pp.

- gabriela gustava Hässel de Menéndez, silvia s. Solari. 1975. Bryophyta, Hepaticopsida, Calobryales, Jungermanniales, Vetaformaceae, Balantiopsaceae. Volumen 15 de Flora criptogámica de Tierra del Fuego. Editor Consejo Nacional de Investigaciones Científicas y Técnicas (Argentina), 181 pp.

## Honores
Miembro
- Sociedad Argentina de Botánica
- Sociedad Latinoamericana de Briología, varios periodos en la Comisión Directiva[3]

## Vida privada
Son sus padres: Rodolfo Aníbal Solari, y Ofelia Pueblas
- La abreviatura «Solari» se emplea para indicar a Silvia Susana Solari como autoridad en la descripción y clasificación científica de los vegetales.[4]